# Émile Borel
Pour les articles homonymes, voir Borel.
Émile Borel , né le 7 janvier 1871 à Saint-Affrique et mort le 3 février 1956 à Paris, est un mathématicien français, professeur à la Faculté des sciences de Paris. En tant que mathématicien, il est connu pour ses travaux fondamentaux dans les champs de la théorie de la mesure et des probabilités. Membre de l'Académie des sciences, homme politique français, député et ministre, ses actions pour la Société des Nations et au sein de son Comité fédéral de Coopération européenne font de lui un des précurseurs de l'idée européenne.

## Biographie

### Famille, enfance et études
Félix Édouard Justin Émile Borel est le fils d'un pasteur protestant.
Il est reçu à la fois premier à l'École polytechnique et à l'École normale supérieure, qu'il choisit. Il est également reçu premier à l'agrégation de mathématiques en 1892. Refusant les offres des industriels, il se consacre à la recherche. Émile Borel est nommé maître de conférences à la Faculté des sciences de Lille en 1893.

### Début de carrière
Il est président de la Société mathématique de France en 1905, et en 1906 il crée avec sa femme Camille Marbo La Revue du mois, journal scientifique et littéraire.
Il obtient la chaire de Théorie des fonctions à la Faculté des sciences de Paris en 1909, puis la chaire de Probabilités et physique mathématique, succédant à Joseph Boussinesq, en 1921.
Il est par ailleurs directeur adjoint de l'École normale supérieure de la Rue d'Ulm, de 1910 à 1920.

### Première Guerre mondiale, politique et responsabilités universitaires
Engagé volontaire en 1914, il commande une batterie d'artillerie. Son neveu et fils adoptif, le physicien Fernand Lebeau, est tué au front en 1915. Émile Borel a un rôle politique actif : alors sur le front et rappelé par son ami Paul Painlevé, il devient secrétaire général de la présidence du Conseil. Il est député radical et radical-socialiste, puis indépendant de gauche, puis enfin républicain-socialiste de l'Aveyron de 1924 à 1936, et ministre de la Marine du 17 avril au 28 novembre 1925. À noter qu'il est devenu député en 1924 en battant le général Édouard de Castelnau, député sortant.
Il est vice-président puis secrétaire général à partir de 1927 de l'Entente internationale des partis radicaux et démocratiques, une organisation internationale fondée en 1924, dans le contexte de l'arrivée au pouvoir du Cartel des gauches. Elle est présidée par Fernand Bouisson puis à partir de 1927 par le Danois Ivar Berendsen. Les Français y jouent un rôle majeur. Ils sont membres du parti radical mais aussi des républicains-socialistes et des socialistes indépendants ; ils sont tous partisans de « l'esprit de Genève », de la politique étrangère favorable à la Société des nations (SDN). L'activité de l'Entente se traduit par des réunions annuelles, un congrès et une réunion du comité directeur. L'Entente a une section française, le comité français de coopération démocratique internationale, présidé par Bouisson puis par Borel,.
Membre du Conseil de l'Université depuis 1920, Émile Borel en devient vice-président. C'est également à lui qu'on doit la création en 1922 de l'Institut de statistique de l'université de Paris (ISUP), la plus ancienne école de statistique en France.
Il est par ailleurs en 1923-1924 président de la Confédération des travailleurs intellectuels (CTI).
Émile Borel crée en 1928, avec le soutien financier des Rockefeller et des Rothschild, le Centre mathématique qu'il nomme Institut Henri-Poincaré (où se trouve maintenant le Centre Émile Borel), et qu'il dirige pendant trente ans.
Borel fait adopter par le Parlement l'institution du Sou des laboratoires destiné à les équiper, et prélevé sur les bénéfices industriels, en même temps que la taxe d’apprentissage.
Émile Borel est membre de l'Académie des sciences, élu en 1921, vice-président en 1933, puis président en 1934.
En 1936, avec Jean Perrin et Jean Zay, il participe à la création de l'organisation d'État de la Recherche, devenue ensuite le CNRS.
Il est aussi professeur extraordinaire à l'université de Rome, ainsi que membre de l'Académie roumaine.

### Seconde Guerre mondiale
Pendant la Seconde Guerre mondiale, il est arrêté et emprisonné à Fresnes pendant un mois, en 1941, mais sitôt libéré, il reprend la lutte dans la Résistance.

### Fin de vie
À partir de 1945, Émile Borel est membre du conseil de l'ordre de la Légion d'honneur.
Il est élu membre du Bureau des longitudes en 1946.
En 1948, il devient président du comité des sciences de l'UNESCO.
De 1909 à sa mort, il dirige la « Nouvelle collection scientifique », éditée chez Félix Alcan puis aux PUF.
Il meurt à Paris en 1956.

### Famille
Sa femme, née Marguerite Appell, écrivain connue sous le nom de plume Camille Marbo, reçoit le Prix Femina en 1913 ; elle est la fille du mathématicien Paul Appell et la sœur du député Pierre Appell.

### Travaux
Avec René Baire et Henri-Léon Lebesgue, il est parmi les pionniers de la théorie de la mesure et de son application à la théorie des probabilités. Le concept de tribu borélienne est nommé en son honneur. Dans l'un de ses livres sur les probabilités, il présente l'amusante expérience de pensée connue sous le nom paradoxe du singe savant ou analogues. Il publie également un certain nombre d'articles de recherche sur la théorie des jeux ainsi qu'un véritable monument sur le jeu de bridge : Théorie mathématique du bridge (coécrit avec André Chéron).

### Cas de la loterie
Dans une intervention à l'Académie des sciences, Émile Borel s'en prend au préjugé consistant à croire irrationnel de prendre un billet de loterie. L'achat du billet ne change pas réellement l'existence de celui qui le prend, explique-t-il, tandis que s'il gagne — bien qu'il ait très peu de chance que cela se produise — cette vie en sera changée du tout au tout. Il ne s'agit au fond que d'une sorte de version en modèle réduit du pari de Pascal, mais insistant sur le fait que « l'utilité d'un aléa ne se confond pas en général avec son espérance mathématique ». Au cours de la même séance, il montre qu'il est tout aussi rationnel de payer pour acheter du risque (cas du billet de loterie) que de payer pour en éviter (cas de l'assurance).

### En mémoire d'Émile Borel
La Ville de Saint-Affrique, où Émile Borel est né, perpétue la mémoire du scientifique : sa tombe, au cimetière de Saint-Affrique, est fleurie chaque année par la mairie.
Le maire de Saint-Affrique Sébastien David, a lancé une série d'actions en sa mémoire : réception en 2022 d'une délégation de l'Institut Henri Poincaré fondé par Borel, exposition sur Borel au musée de marionnettes de Saint-Affrique, et à la maison de la mémoire du Pays Saint-Affricain, entretien et fleurissement de sa tombe, dates anniversaires importantes, commission municipale Émile Borel du Conseil municipal des jeunes, création d'un quartier nouveau de Saint-Affrique Espace Émile Borel sur les anciens garages Sénégas Cabanel.

## Distinctions et hommages

### Décorations
- Grand-croix de la Légion d'honneur (9 août 1950)[8]
- Croix de guerre 1914–1918
- Médaille de la Résistance française avec rosette (31 mars 1947)[9]
- Officier de l'Instruction publique
- Commandeur de l'ordre de la Couronne d'Italie

### Prix
- Grand Prix des sciences mathématiques, 1898.
- Prix Poncelet, 1901.
- Prix Vaillant, 1904.
- Prix Petit d'Ormoy, 1905.
- Prix Osiris, 1954.
- 1re Médaille d'or du CNRS[10] pour l'ensemble de son œuvre.

### Nomenclature borélienne
Émile Borel laisse son nom aux concepts mathématiques suivants :
- le paradoxe de Borel ;
- la propriété de Borel-Lebesgue ou de Heine-Borel ;
- le lemme ou théorème de Borel-Cantelli ;
- la loi du zéro-un de Borel en probabilité ;
- les tribus boréliennes et les ensembles boréliens ;
- le théorème de Borel ou lemme de Borel ;
- la sommation de Borel ;
- le lemme de Borel-Carathéodory ;
- le théorème de Heine-Borel ;
- le théorème des nombres normaux.

Portent aussi son nom :
- le Centre Émile-Borel, à Paris, au sein de l’Institut Henri-Poincaré ;
- la rue Émile-Borel (17e arrondissement de Paris) ; le square Émile-Borel, proche, a porté son nom jusqu'à sa fermeture en 2012 ;
- un boulevard et l'hôpital (Centre hospitalier intercommunal du Sud-Aveyron Émile Borel) de sa ville natale Saint-Affrique ;
- le cratère Borel sur la Lune.

## Œuvre écrite
Principaux ouvrages :
- Sur quelques points de la théorie des fonctions (thèse, 1894)[11]
- Introduction à l'étude de la théorie des nombres et de l'algèbre supérieure (1895) avec Jules Drach d'après des conférences de Jules Tannery
- Leçons sur la théorie des fonctions (1898)
- Leçons sur la théorie de l'élasticité. G. Carré (Paris, 1892). Texte disponible en ligne sur lillOnum
- Leçons sur les séries entières (1900)
- Leçons sur les séries divergentes (1901)
- Leçons sur les séries à termes positifs (1902)
- Leçons sur les fonctions méromorphes (1903)
- Leçons sur les fonctions de variables réelles et les développements en séries de polynômes (1905)
- Leçons sur la théorie de la croissance professées à la faculté des sciences de Paris, Gauthier-Villars (Paris), 1910, Texte en ligne disponible sur LillOnum
- L'aviation (avec Paul Painlevé), Félix Alcan, coll. «Nouvelle collection scientifique», 1910.
- De la méthode dans les sciences, Benjamin Baillaud, Emile Borel, etc. Librairie Félix Alcan, coll. «Nouvelle collection scientifique», 1911[12].
- Le Hasard, Félix Alcan, coll. «Nouvelle collection scientifique», 1914.
- Introduction géométrique à quelques théories physiques (1914) lire en ligne
- Leçons sur les fonctions monogènes uniformes d'une variable complexe (1917)
- « La théorie du jeu et les équations intégrales à noyau symétrique gauche », C.R. Hebd. Seances Acad. Sci., vol. 173,‎ décembre 1921, p. 1304-1308 (lire en ligne)
- Méthodes et problèmes de la théorie des fonctions (1922)
- L'espace et le temps, Félix Alcan, coll. «Nouvelle collection scientifique», 1922.
- Traité du calcul des probabilités et ses applications (1924-1934)
- Applications de la théorie des probabilités aux jeux de hasard, avec Jean Ville, Gauthier-Vilars, 1938.
- Principes et formules classiques du calcul des probabilités (1925)
- Valeur pratique et philosophique des probabilités (1939)
- L'espace et le temps (6e édition entièrement remise à jour), Félix Alcan, coll. «Nouvelle collection scientifique», 1939.
- Théorie mathématique du bridge à la portée de tous, en collaboration avec André Chéron (1940)
- Le jeu, la chance et les théories scientifiques contemporaines (Gallimard, coll. «L'avenir de la science», 1941
- Les probabilités et la vie (1943)
- L'Évolution de la mécanique, Flammarion, Bibliothèque de philosophie scientifique (1943)
- Les paradoxes de l'infini (Gallimard, coll. «L'avenir de la science», 1947)
- Éléments de la théorie des ensembles (1949)
- Les nombres inaccessibles (1952) (lire en ligne)
- L'imaginaire et le réel en mathématiques et en physique (1952)
- Les nombres premiers, PUF, Que sais-je ? 571 (1953)
- « La science est-elle responsable de la crise mondiale ? », Scientia : rivista internazionale di sintesi scientifica, 51, 1932, p. 99-106.
- « La science dans une société socialiste », Scientia : rivista internazionale di sintesi scientifica, 31, 1922, p. 223-228.
- « Le continu mathématique et le continu physique », Rivista di scienza, 6, 1909, p. 21-35.
- Les Œuvres d'Emile Borel ont été éditées par le CNRS en 1972 (4 tomes, 2489 pages).

#### Bases de données et dictionnaires
- Ressources relatives à la recherche :   - The Academic Family Tree
  - Centre national de la recherche scientifique
  - La France savante
  - MacTutor
  - Mathematical Reviews
  - Mathematics Genealogy Project
  - Persée
  - Les Professeurs de la Faculté des sciences de Paris
  - ZbMATH
- Ressources relatives à la vie publique :   - base Léonore
  - Base Sycomore
- Ressource relative aux militaires :   - Mémoire des hommes
- Notices dans des dictionnaires ou encyclopédies généralistes :   - Britannica
  - Brockhaus
  - Den Store Danske Encyklopædi
  - Deutsche Biographie
  - Gran Enciclopèdia Catalana
  - Hrvatska Enciklopedija
  - Internetowa encyklopedia PWN
  - Nationalencyklopedin
  - Proleksis enciklopedija
  - Store norske leksikon
  - Treccani
  - Universalis
  - Visuotinė lietuvių enciklopedija
- Notices d'autorité :   - VIAF
  - ISNI
  - BnF (données)
  - IdRef
  - LCCN
  - GND
  - Italie
  - Japon
  - CiNii
  - Espagne
  - Belgique
  - Pays-Bas
  - Pologne
  - Israël
  - NUKAT
  - Catalogne
  - Suède
  - Australie
  - WorldCat